# 杰瑞·马奇
杰瑞·马奇（英語：Jerry March，1929年8月1日—1997年12月25日），美国化学家，化学教育家。

## 生平
马奇生于纽约州布鲁克林，1951年毕业于纽约市立学院，1953年在布鲁克林学院获得硕士学位，1956年在宾州州立大学获得博士学位。此后一直到去世的41年间，马奇一直在阿德菲大学（University of Adelphi）任化学教授。
任教期间的马奇从六十年代开始，编写了《高等有机化学，反应、机理和结构》（Advanced Organic Chemistry: Reactions, Mechanisms, and Structure）这本教科书，此书因其详尽的阐述和与最新的研究文献紧密结合的风格而受到广泛赞誉，逐渐被很多大学选为研究生课程的参考书，从而对美国有机化学教育产生了深远影响。此书的第四版在1994年出版后，马奇本人在准备撰写第五版时候因胰腺癌去世，康涅狄格大学的米切尔·史密斯继续这本书的写作，2001年出版的第五版改名为《马奇的高等有机化学，反应、机理和结构》（March's advanced organic chemistry: reactions, mechanisms, and structure）以纪念马奇本人对于有机化学教育的卓越贡献。